# مرینت دوپن چنگ
مرینت دوپن چنگ (به انگلیسی: Marinette dupain-cheng) یک شخصیت در مجموعه انیمیشنی دختر کفشدوزکی و پسر گربه‌ای است که توسط توماس آستروک ساخته شده. او یک دانش آموز نوجوان فرانسوی-چینی است که آرزو دارد طراح لباس شود. والدین او صاحب یک نانوایی هستند. استاد فو، نگهدارنده جواهرات جادویی که معجزه‌گر نامیده می‌شوند، معجزه‌گر کفشدوزک را به مرینت می‌دهد. این معجزه‌گر، توانایی تبدیل شدن به دختر کفشدوزکی (لیدی‌باگ) را به او می‌دهد. هدف لیدی باگ (دختر کفشدوزکی) و کت نوآر (پسر گربه‌ای) محافظت از پاریس در برابر هاک‌ماث و شکست کامل اوست. پس از مدتی، استاد فو، مرینت را نگهبان معجزه‌گر‌ها می‌کند.
مرینت به همکلاسی خود آدرین که همان گربه سیاه(Black cat)  است، علاقه دارد، اما از آن‌جایی که دختر کفشدوزکی و گربه سیاه هویت یکدیگر را نمی‌دانند، مرینت علاقه‌ای به گربه سیاه ندارد ولی او به همان آدرین که همان گربه سیاه است علاقه دارد اما می‌ترسد به او بگوید

## جستار های وابسته
- دختر کفشدوزکی و پسر گربه‌ای
- فهرست قسمت‌های دختر کفشدوزکی و پسر گربه‌ای
- آدرین اگرست